# Gejzir
Gejzír je termalni izvir na Zemljini površini, ki v presledkih bruha vrelo vodo in paro v zrak. Ime je dobil po islandskem vrelcu Geysir, ki danes ne bruha več. Iz vode gejzirja se v velikih količinah izloča kremenova siga ali gejzirit. Gejzirji so večinoma na dejavnih vulkanskih območjih, kot so (Islandija, Nova Zelandija, Čile, narodni park Yellowstone v ZDA, Kamčatka).

## Izbruh
|                                            |                                                    |
| 1. Dvigovanje pare iz vrele vode           | 2. Sunki vode naraščajo                            |
|                                            |                                                    |
| 3. Vrela voda brizgne na zemeljsko površje | 4. Vrela voda in para se dvigneta tudi 60 m visoko |

Vroča kamnina globoko pod zemeljskim površjem segreje vodo v podzemski shrambi do vretja. Pritisk požene vodo v curku navzgor. Ko se shramba spet napolni in voda segreje, gejzir ponovno brizgne. Ko se gejzir umiri, se v določenem časovnem presledku vse ponovi. 
Gejzir deluje na principu stalnega vira vode in podzemnih rovov, ki delujejo kot nekakšne cevi, ko pa se nabere dovolj pritiska, voda brizgne na plano. Vroča voda prinaša na površje raztopljeno kremenico, ki se izloča ob ustju gejzirjev. Včasih kremenica zatesni kakšnega od rovov in narava gejzirja se popolnoma spremeni. 

## Vrste
Gejzirje delimo na redne in neredne ter na močne in manj močne oz. šibke gejzirje.

## Število in nahajališča gejzirjev
Gejzir je redek naravni pojav, ker zahteva kombinacijo vode, toplote in podzemne rove. Ta kombinacija obstaja na Zemlji le na petih mestih. Med pet največjih polj gejzirjev na svetu spadajo:
1. Narodni park Yellowstone, Wyoming, ZDA, Severna Amerika
2. Dolina gejzirjev, polotok Kamčatka, Rusija, Azija deloma uničen zaradi blatnega plazu 3. junija 2007
3. El Tatio, Čile, Južna Amerika
4. Vulkanska cona Taupō, Severni otok, Nova Zelandija, Oceanija
5. Islandija, Evropa

Po gejzirjih slovi predvsem Islandija, kjer narava ponuja prebivalcem prijetno sprostitev v toplih termalnih izvirih.

## Najbolj znani gejzirji
- Beehive v narodnem parku Yellowstone. Bruha vsakih 18 ur, 45-55 m visoko in sicer se to izmenjuje na 5 mesecev.

- Giant v narodnem parku Yellowstone. Je nereden in zaenkrat neaktiven. Njegov izbruh traja več kot eno uro, bruha pa 50-83 m visoko, njegova para je kar 2 m široka.

- Old Faithful v narodnem  parku Yellowstone. Bruha na 91 min po 30-55 m visoko.

- Strokkur na Islandiji. Bruha zelo pogosto, na 10 min, 20-30 m visoko.